# 量子人工知能
量子人工知能または量子AI(英: Quantum Artificial Intelligence)とは量子計算能力を活用した人工知能、または人工知能と量子計算能力の連携を模索する学術領域である。量子機械学習とも呼ばれる。

## 概要
量子コンピュータの計算能力と人工知能を組み合わせることにより行列乗算、回帰分析、その他統計処理の高速化が期待できる。巡回セールスマン問題等の最適化問題にも適応できるとしている。
量子乱数発生器との組み合わせで、暗号技術の発展にも寄与する。将来的に量子コンピューターが素因数分解や離散対数問題,楕円曲線暗号を解いてしまうことが想定されるため、量子暗号やその他高度なプログラムをコーディングAIが自動生成し、耐量子暗号を実現させることも検討されている。サイバー攻撃の検知や自動防御にも応用可能であるとされる。
電気通信大学では1年生全員に学ばせる。また、量子コンピュータの計算能力を脳神経のシミュレーションに適用することも検討されている。
畳み込みニューラルネット(CNN)に量子ゲート回路を組み込んだ、量子畳み込みニューラルネットワーク(QCNN)がハーバード大学によって提案されている。マルチスケール エンタングルメント繰り込み分析と量子誤り訂正を組み合わせた。
大阪大学理学部では深層学習(DNN)の構造そのものを、超弦理論におけるホログラフィー原理と同等と見なし、量子情報からの時空創発に応用しようとしている。
また、真に汎用的な演算を実行可能な量子コンピューターが実現された場合、人工知能が発案した仮説を、量子コンピューターを用いた化学・物理シミュレーションで検証するという一連の流れをAI駆動型科学としてループさせる構想が実現するものと予想されている。

## 応用
- ロボット工学
- コンピュータビジョン
- 自然言語処理
- 機械学習
- 量子鍵配送
- データマイニング
- シミュレーション
- 人工意識
- 理論物理学
- 情報幾何学
- 数理最適化
- 計算論的神経科学
- 暗号理論
- テンソルネットワーク

他

## 参考
- Venegas-Andraca, Salvador Elías, and Sougato Bose. "Quantum computation and image processing: new trends in artificial intelligence." IJCAI. 2003.
- Aoun, Bassam, and Mohamad Tarifi. Quantum Artificial Intelligence. No. quant-ph/0401124. 2004.
- Aerts, Diederik, and Marek Czachor. "Quantum aspects of semantic analysis and symbolic artificial intelligence." Journal of Physics A: Mathematical and General 37.12 (2004): L123.
- Sgarbas, Kyriakos N. "The road to quantum artificial intelligence." arXiv preprint arXiv:0705.3360 (2007).
- Wichert, Andreas Miroslaus. Principles of quantum artificial intelligence. World scientific, 2013.
- Prati, Enrico. "Quantum neuromorphic hardware for quantum artificial intelligence." J. Phys.: Conf. Ser. Vol. 880. 2017.